# 湯西川ダム
湯西川ダム（ゆにしがわダム）は、栃木県日光市湯西川温泉地区、一級河川・利根川水系湯西川に建設されたダムである。

## 概要
国土交通省関東地方整備局が管理する特定多目的ダムで、鬼怒川や利根川下流域の治水と利水のために建設された鬼怒川上流ダム群の一つである。堤高119.0mの重力式コンクリートダムで、鬼怒川上流ダム群の中では最も新しいダムである。
湯西川ダムは特定リフトにおいて効率化を進めた巡航RCD工法を採用しており、堤体コンクリート体積約100万m3に対して、実打設期間19ヶ月という短期間での施工を実現した。
ダム湖は湯西川湖（ゆにしがわこ）と呼ばれる。

## 沿革
鬼怒川流域の河川開発は、1947年（昭和22年）のカスリーン台風により甚大な被害を受けた利根川流域の総合的な治水対策の一環として、1929年（昭和4年）の五十里ダム事業着手に始まり、1956年（昭和31年）に五十里ダムが完成した後、1966年（昭和41年）に完成した川俣ダム、1970年（昭和45年）に完成した川治ダムに続いて、2012年3月に鬼怒川上流ダム群の4番目のダムとして完成した。

## 目的
治水
湯西川ダムの洪水調節計画は、ダムサイトにおける計画高水流量850m3/sを、治水容量3,000万m3を利用して810m3/sの洪水調節を行い、40m3/sに低減して放流する。これにより、鬼怒川の基準地点栃木県宇都宮市石井における基本高水流量8,800m3/sを、五十里ダム・川俣ダム・川治ダムの鬼怒川上流ダム群によって、3,400m3/sを調節し、5,400m3/sへとしている。
利水
栃木県田川沿岸の約2,000haの地域に対し、かんがい用水が不足しているときに補給を行う。また、宇都宮市、茨城県、千葉県の都市用水（上水道、工業用水）へ、2.218m3/sの補給を行う。上流ダム群と相まって利根川沿川の既得用水の補給を行い、流水の正常な機能の維持を目的とする。

## 観光
4月中旬から12月上旬まで、水陸両用バスによるダム湖クルーズと、ダムの見学を行うツアー（ダックツアー）が運行されている。道の駅湯西川（所要時間約80分）および温泉施設である湯西川水の郷（所要時間約95分）から乗車できる。
また、道の駅湯西川の食堂では、湯西川ダムカレー（大盛り・900円）、川治ダムカレー（普通盛り・750円）を食べることができ、その際、道の駅版のダムカードをもらうことができる。

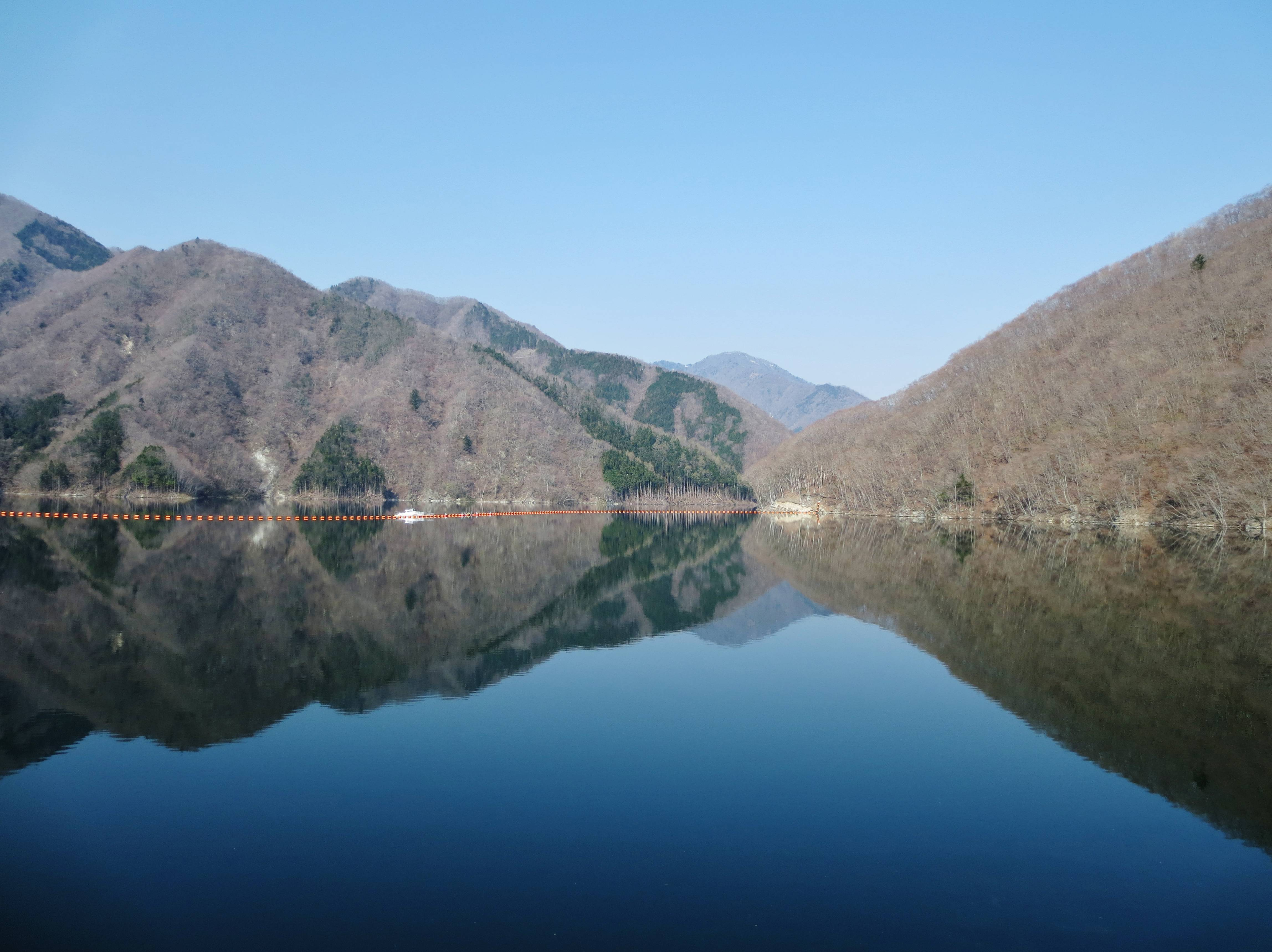
湯西川湖
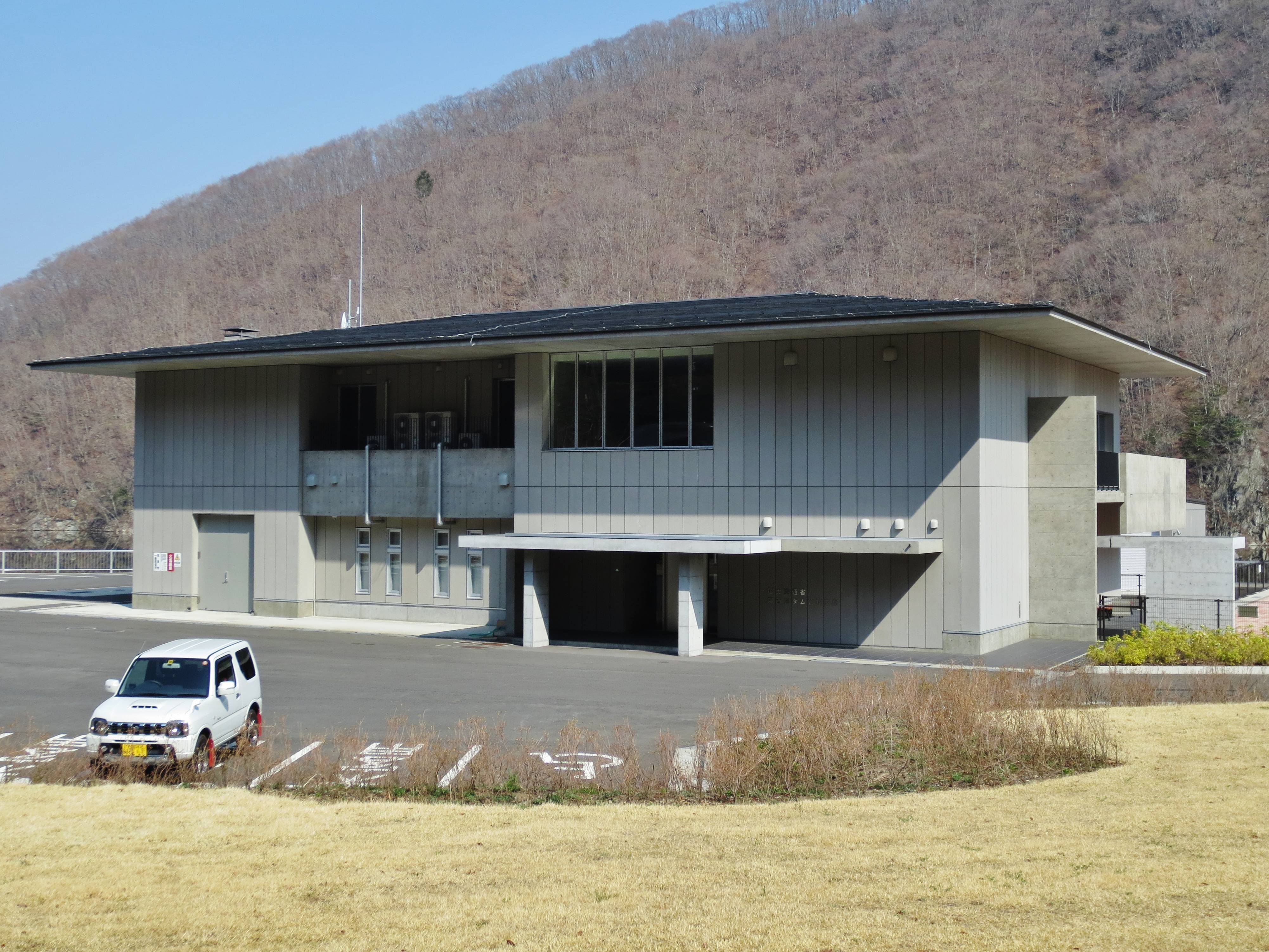
湯西川ダム管理支所
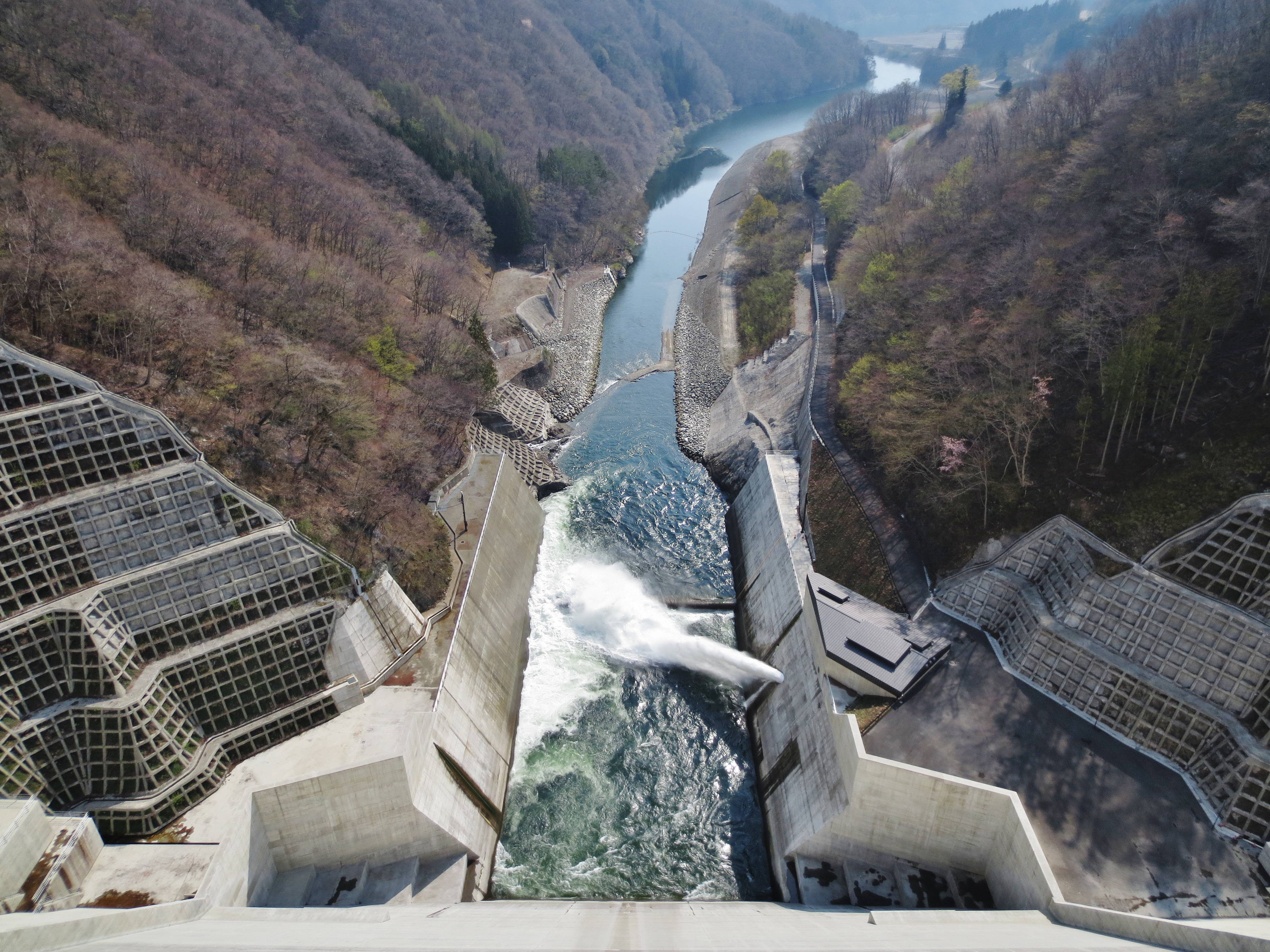
天端から湯西川下流を見下ろす
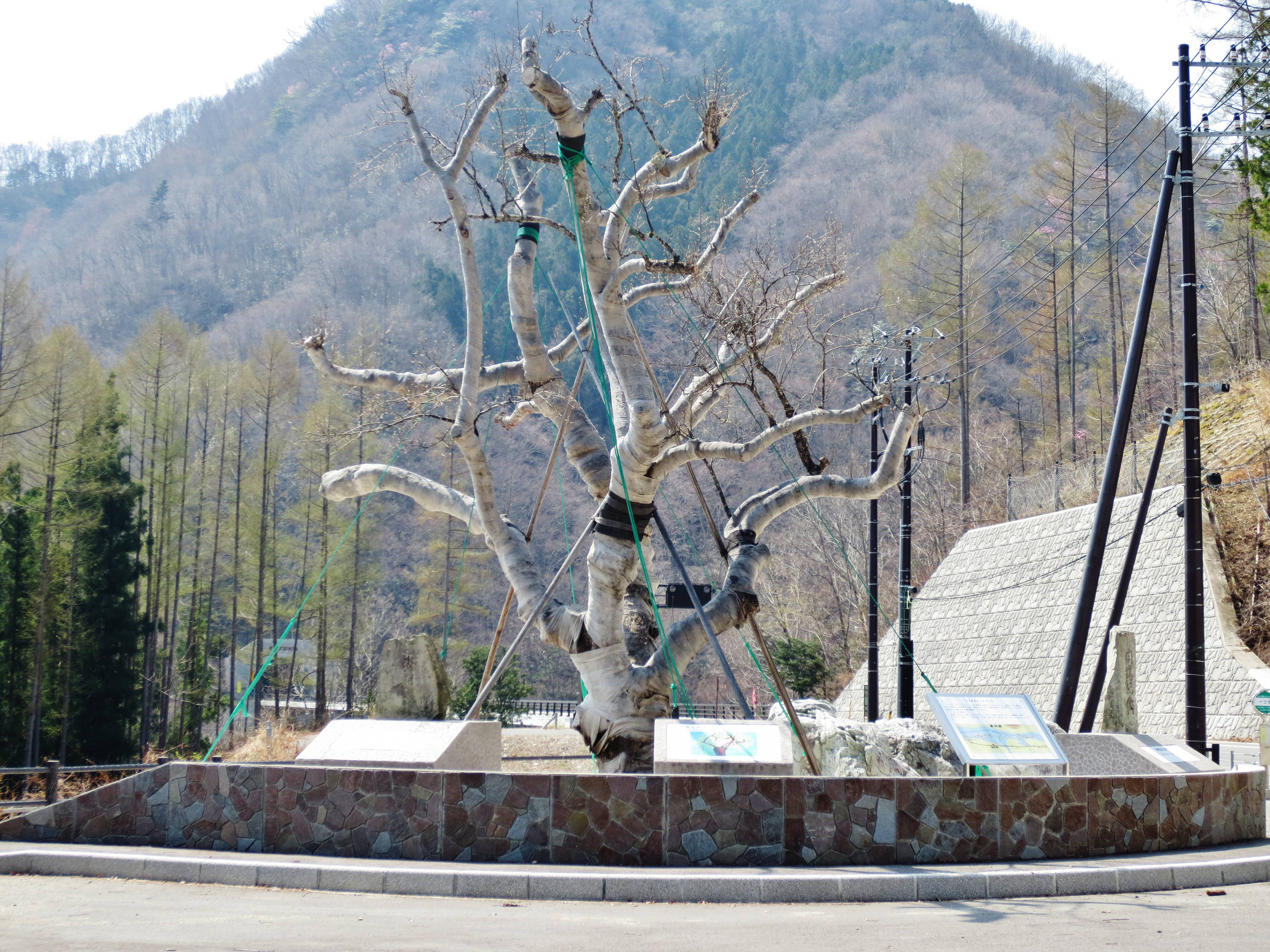
湖畔の一ツ石ポケットパーク
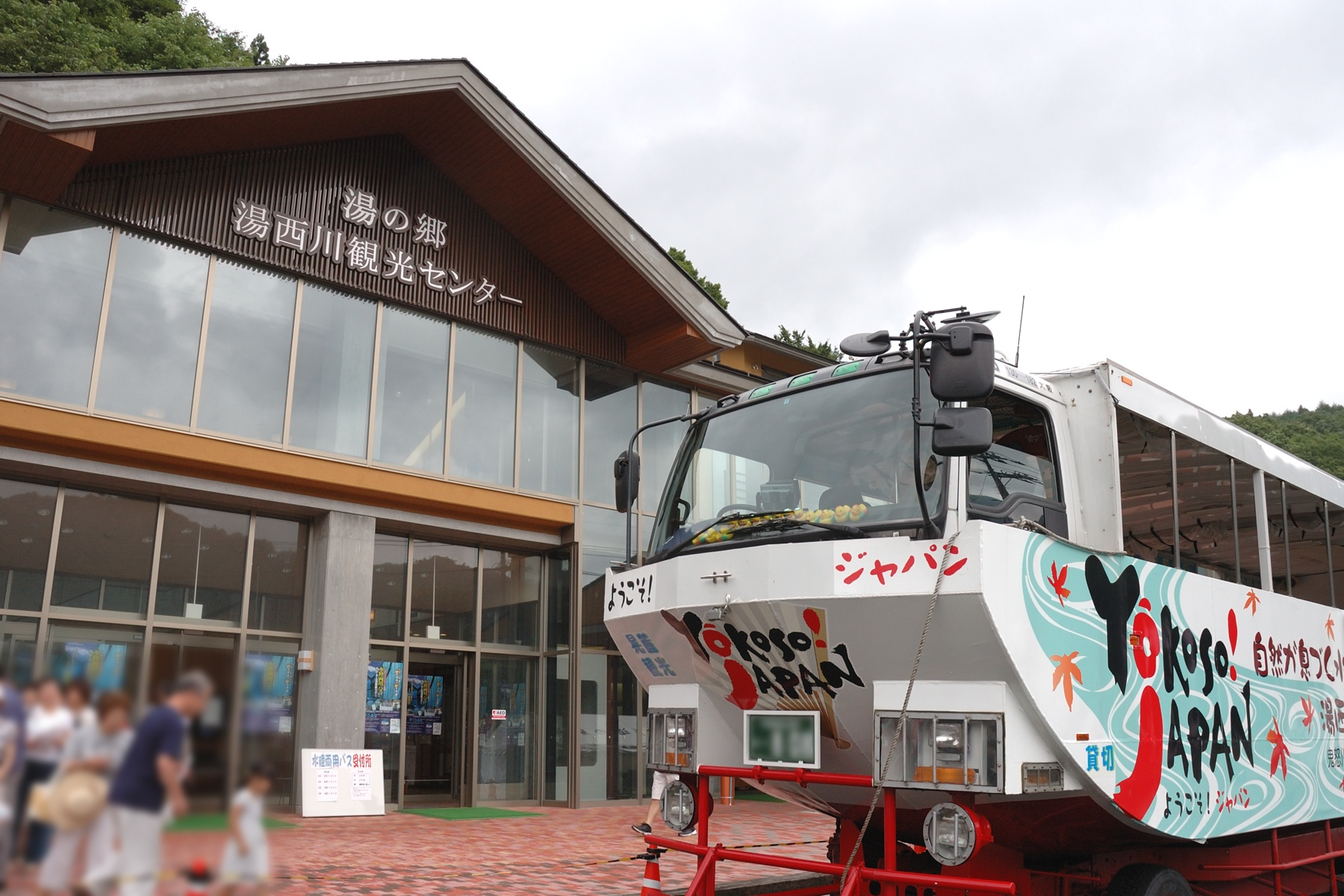
水陸両用バス （道の駅湯西川）

## 湯西川発電所
かつて存在した湯西川発電所について触れる。
湯西川発電所は、栃木県企業局が鬼怒川水系の水資源を活用する目的で開発したもので、1958年（昭和33年）11月に川治第三湯西川発電所建設事務所を設置し、1959年（昭和34年）10月に着工、1960年（昭和35年）12月に営業運転を開始、2006年（平成18年）10月に廃止した。発電用水は湯西川のほか長沢・竹沢・赤下沢の渓流から4.5立方メートル毎秒を取水し、最大3,400キロワットの電力を発生したのち、五十里ダムへ放流した。湯西川に建設された（旧）湯西川ダムは仲内ダムとも呼ばれ、湯西川発電所の廃止および（現）湯西川ダムの新設に合わせ、湯西川ダムの貯砂ダムおよび清水バイパスとして改造された。

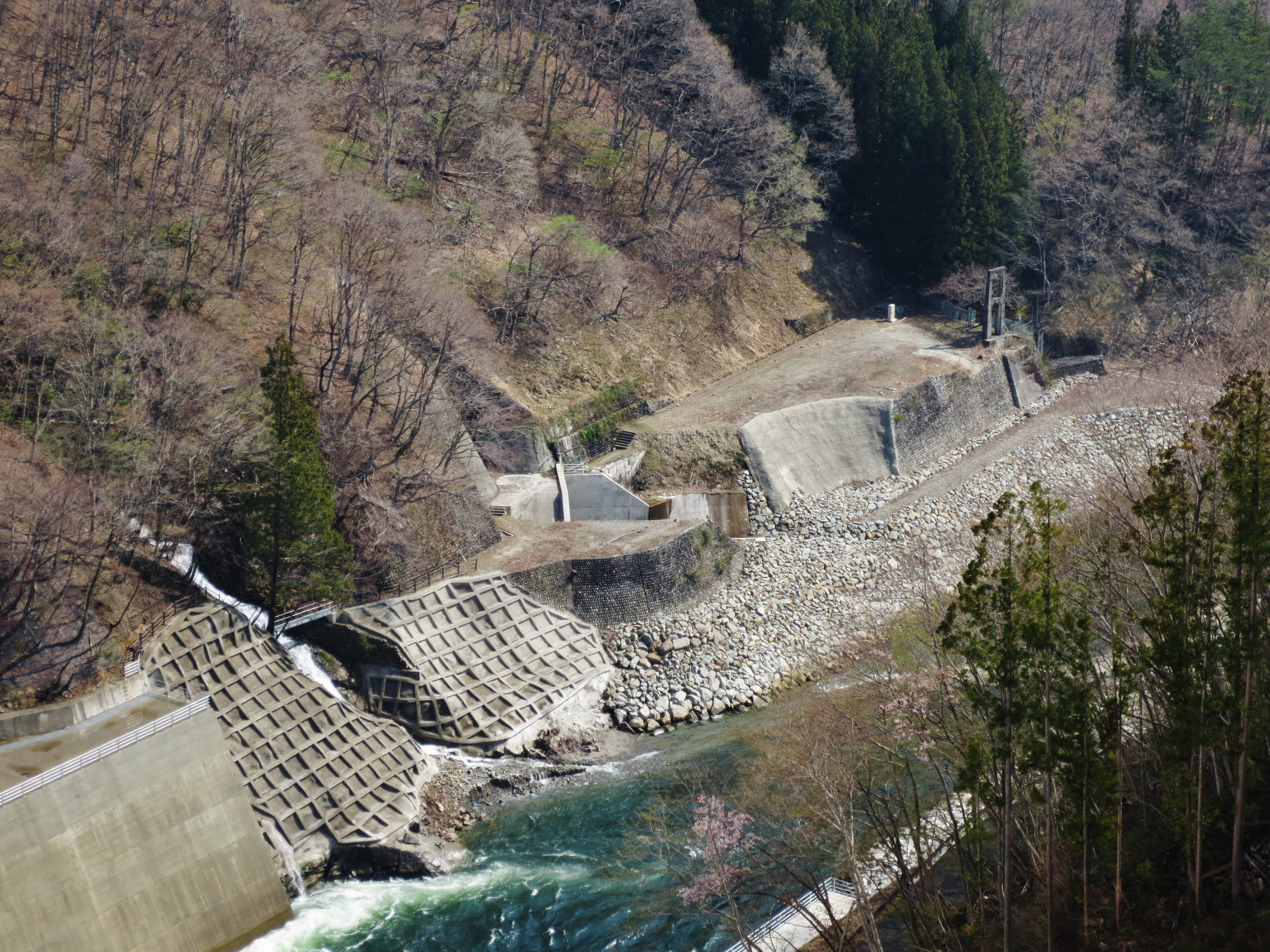
湯西川発電所跡 （湯西川ダム直下）
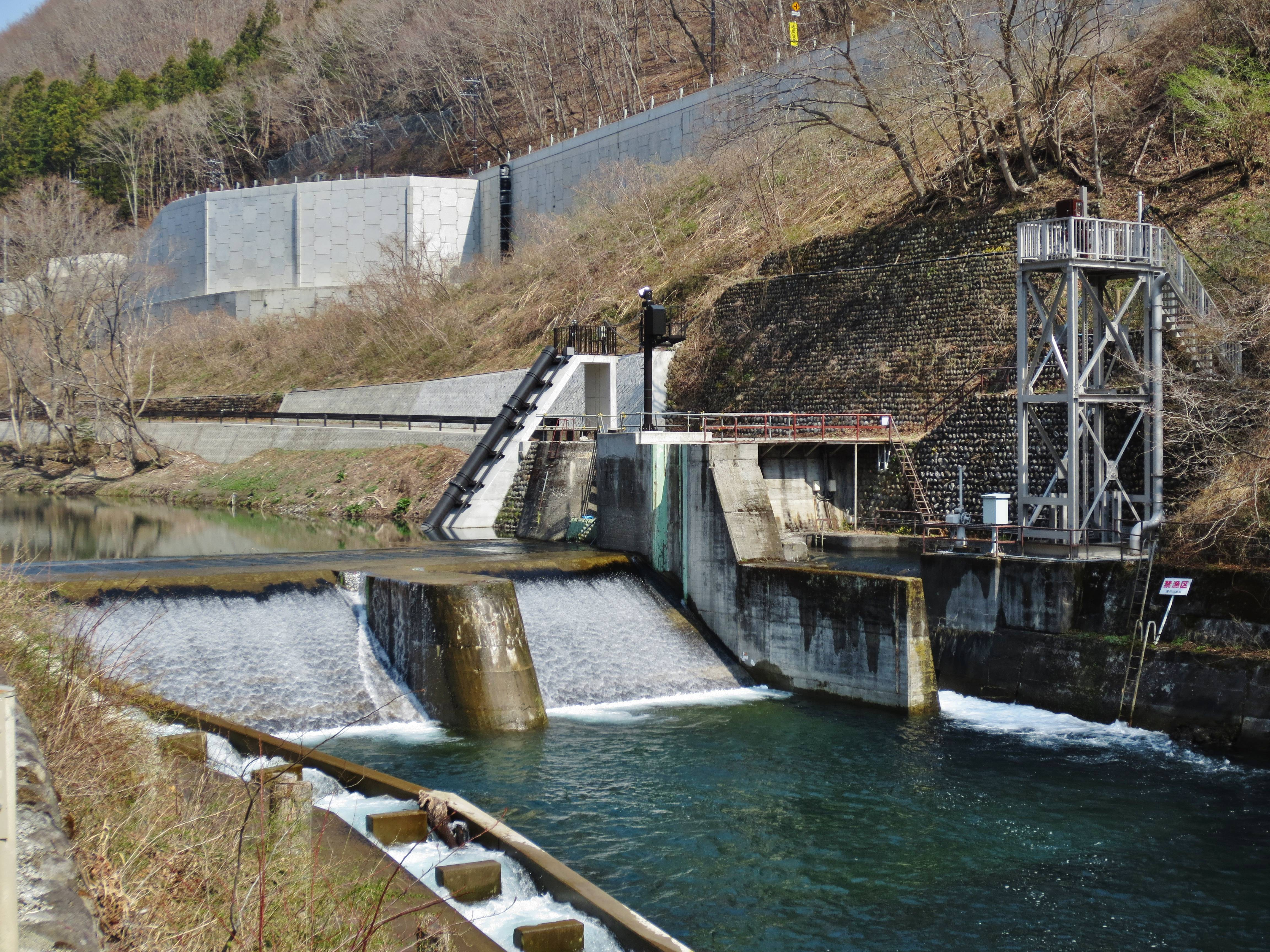
仲内ダム（改造後）